# Національний атлас України
Національний атлас України — науково-довідкове офіційне державне видання, в якому інтегровані новітні знання та інформація про Україну, опубліковане ДНВП «Картографія» в 2007 р. 
Атлас характеризує природні умови і ресурси України, її екологічну ситуацію, населення, економіку, історію.

## Структура та обсяг
Атлас складається із шести блоків:
- I. «Загальна характеристика». 38 карт, над якими працювало 12 авторів із шести установ під науковим керівництвом академіка НАН України Петра Тронька. Розділ описує геополітичне положення України, фізико-географічні умови та адміністративний устрій, природні ресурси, економічну географію та географію населення[2].
- II. «Історія». 79 карт, над якими працювало 28 авторів із чотирьох установ під науковим керівництвом академіка НАН України Валерія Смолія Розділ змальовує основні етапи історії українського народу та його державності[2].
- III. «Природні умови та природні ресурси». 320 карт, над якими працювало 233 автори із 15 установ під науковим керівництвом академіка НАН України Віталія Старостенко. Розділ описує особливості і якість природних умов країни, наявність і обсяги природних ресурсів[2].
- IV. «Населення і людський розвиток». 181 карта, над якими працювало 16 авторів із восьми установ під науковим керівництвом академіка НАН України Сергія Пирожкова Розділ описує чисельність, розміщення, природний рух населення, його поселенську структуру, національний склад, особливості демографічного, соціально-економічного та гуманітарного розвитку[3][2].
- V. «Економіка». 181 карта, над якими працювало 25 авторів із трьох установ під науковим керівництвом академіка НАН України Валерія Геєця. Карти розділу відображають рівень розвитку продуктивних сил України, структуру, спеціалізацію і територіальну організацію господарства та процеси його трансформації[2].
- VI. «Екологічний стан природного середовища». 76 карт, над якими працювало 66 авторів із десяти установ під науковим керівництвом академіка НАН України Дмитра Гродзинського. Розділ подає комплексну оцінку стану і рівня забруднення навколишнього природного середовища та окремих його компонентів, природно-заповідний фонд[2].

Атлас налічує 440 сторінок форматом 35,2 х 47 см, 875 карт різного масштабу, майже 100 сторінок тексту, графіки, фотографії. Тираж Атласу — 5 тис. примірників, з них 50 подарункових екземплярів у шкіряних палітурках і 150 — у палітурках зі шкірозамінника. Вага одного примірника — бл. 6,5 кг. Додатково до цього основного тому додається книга з текстами та легендами карт англійською й російською мовами. Атлас має електронну версію, виготовлену ТОВ "Інтелектуальні системи «Гео».
«Національний атлас належить до знакових атрибутів життя України як держави. Він дає фундаментальне академічне уявлення про національний, географічний, господарський, культурний та історичний простір українського народу, допомагає осягнути унікальність нашої країни»,
Вперше створений в історії держави картографічний атлас енциклопедичного рівня — розроблений силами вчених та фахівців установ Національної академії наук України, Академії аграрних наук та ін. провідних вищих навчальних закладів держави, окремих міністерств, державних та громадських організацій. До розробки авторських матеріалів Атласу було залучено понад 300 науковців, з якими працювали 17 наукових консультантів. Тематичну та інформаційну експертизу робіт здійснювали 67 експертів, а рецензування матеріалів тематичних блоків — 27 високопрофесійних учених із різних наукових установ України.
Атлас є однотомним виданням, вміщує на 440 сторінках форматом 35,2 х 47 см 875 карт різних масштабів, майже 100 сторінок тексту, багато графіків та ілюстрацій. Додатково до цього основного тому додається книга з текстами та легендами карт англійською й російською мовами. Атлас має електронну версію, виготовлену ТОВ "Інтелектуальні системи «Гео».

## Відзнака
У 2009 р. за роботу "Національний атлас України (методологія і практика розробки)" групі основних розробників була присуджена Державна премія України в галузі науки і техніки: В.П. Палієнко, Т.І. Козаченко, В.П. Разову, В.С. Чабанюку, А.І. Бочковській, Р.І. Соссі, І.С. Руденко, Л.М. Веклич.

## Електронна версія
Електронна версія «Національного Атласу України» є продовженням друкованої версії. Він містить 875 унікальних карт, що створені на базі новітніх знань і статистичної інформації, а також тексти, графіки та фотографії.
Електронна версія «Національного Атласу України» розрахована на широке коло споживачів географічної інформації від школярів та студентів до спеціалістів-географів. Можливості роботи з електронною версією залежать тільки від навичок і пізнавальних зацікавлень користувача, фантазії та сміливості експериментувати.
У процесі розробки електронної версії «Національного Атласу України» спеціалістами ТОВ «Інтелектуальні системи ГЕО» були залучені статистичні, географічні та інші матеріали, що були надані Інститутом географії Національної академії наук України. У електронній версії використані дизайнерські матеріали та оформлення карт, що були створені на етапі підготовки друкованої версії колективом ДНВП «Картографія». Програмне забезпечення електронної версії, її функціональність розроблено ТОВ «Інтелектуальні Системи ГЕО».
Автор історичних карт України XVI - XVIІI століття - доктор історичних наук Тарас Чухліб.
Формування електронних версій авторських матеріалів Атласу — О.В. Терефера.
Ілюстрації: І.Б. Вахрушев, О.Г. Голубцов, Є.С. Дехтулінський, Я.П. Дідух, М.І. Довгич, А.С. Івченко, С.В. Капустенко, І.Н. Коротченко, О.М. Малашевський, Ж.М. Матвіїшина, С.В. Межжерін, В.М. Мінарченко, В.М. Пащенко, В.І. Передерій, В.Г. Радченко, Н.О. Сіра, Л.Ю. Сорокіна, Р.О. Спиця, Є.І. Тимченко, В.П. Тхорик.

## Бібліографічний опис
- Національний атлас України / НАН України, Інститут географії, Державна служба геодезії, картографії та кадастру ; голов. ред. Л. Г. Руденко ; голова ред. кол. Б. Є. Патон. — К. : ДНВП «Картографія», 2007. — 435 с. — 5 тис. прим. — ISBN 978-966-475-067-4.